# Rescate en Entebbe
Rescate en Entebbe, también conocida como Brigada antisecuestro, es una película de televisión de 1977 hecha por NBC y dirigida por Irvin Kershner. Se basa en un hecho real: Operación Entebbe y la liberación de rehenes en el Aeropuerto de Entebbe en Entebbe, Uganda, el 4 de julio de 1976. La interpretación del Primer Ministro Yitzhak Rabin fue la última actuación de Peter Finch; murió cinco días después del estreno de la película.

"Rescate en Entebbe" describe el rescate de los rehenes retenidos en Uganda, las discusiones dentro del gobierno israelí y la controversia provocada por el rescate. Una producción similar sobre la redada de Entebbe, "Victoria en Entebbe", fue ejecutada rápidamente por  ABC y transmitida un mes antes, en diciembre de 1976.

## Argumento
El 27 de junio de 1976, cuatro terroristas pertenecientes al Frente Popular para la Liberación de Palestina bajo las órdenes de Wadie Haddad abordan y secuestran un avión Airbus A300 de Air France en Atenas. Con la bendición del presidente Idi Amin, los terroristas desvían el avión y sus rehenes al Aeropuerto de Entebbe en Uganda. Después de identificar a los pasajeros israelíes, los pasajeros no judíos son liberados mientras se realizan una serie de demandas, incluida la liberación de 40 militantes palestinos retenidos en Israel, a cambio de los rehenes.
El Gabinete de Israel, dirigido por el Primer Ministro Yitzhak Rabin, que no está dispuesto a ceder a las demandas terroristas, se enfrenta a decisiones difíciles ya que sus deliberaciones conducen a una incursión militar ultrasecreta. La difícil y atrevida operación de comando, "Operación Rayo" (Operación Thunderbolt), se llevará a cabo a más de 2,500 millas de casa y tendrá lugar en el  Sábado  Judío .
Mientras seguía negociando con los terroristas, que ahora contaban con siete personas, incluidos palestinos y dos alemanes, el ejército israelí preparó dos transportes Lockheed C-130 Hercules para la incursión. Los transportes hicieron escala en Kenia antes de aterrizar en el aeropuerto de Entebbe al amparo de la oscuridad. Los comandos dirigidos por el General de Brigada Dan Shomron tuvo que enfrentarse a un gran destacamento militar ugandés armado y utilizó una artimaña para superar las defensas. Una limusina Mercedes negra había sido llevada a bordo y se usó para engañar a los centinelas diciéndoles que era el automóvil oficial que el presidente Amin usó en una visita improvisada al aeropuerto.
Se logró una sorpresa casi completa, pero se produjo un tiroteo que terminó con la muerte de los siete terroristas y 45 soldados ugandeses. Los rehenes se reunieron y la mayoría fueron puestos rápidamente en el avión C-130 inactivo. Durante la redada, un comando (el comandante de la unidad de brecha Yonatan Netanyahu, hermano del futuro primer ministro Benjamin Netanyahu), y tres de los rehenes, murieron. Un cuarto rehén, Dora Bloch, que había sido llevado al Hospital Mulago en Kampala, fue asesinado por los ugandeses por orden de Idi Amín.
Con 102 rehenes a bordo y en camino a la libertad, un grupo de comandos israelíes se quedó atrás para destruir los aviones  MiG-17 y  MiG-21 de la  Fuerza Aérea de Uganda para evitar represalias. Al final, todos los supervivientes de la fuerza de ataque y Sharm El Sheikh se unen para volar de regreso a Israel vía Nairobi.

## Reparto
- Peter Finch como Yitzhak Rabin
- Charles Bronson como General de Brigada Dan Shomron
- Yaphet Kotto como Idi Amin
- Martin Balsam como Daniel Cooper
- Horst Buchholz como Wilfried Böse
- John Saxon como el Mayor General Peled
- Jack Warden como Teniente General Mordechai Gur
- Meshach Richards como Mayor General Allon
- Sylvia Sidney como Dora Bloch
- Robert Loggia como Yigal Allon
- Tige Andrews como Shimon Peres
- Eddie Constantine como el Capitán Michel Bacos
- David Opatoshu como Menachem Begin
- Allan Arbus como Eli Melnick
- Stephen Macht como el Teniente Coronel Yonatan "Yoni" Netanyahu
- James Woods como el Capitán Sammy Berg
- Harvey Lembeck como el Sr. Harvey
- Dinah Manoff como Rachel Sager
- Kim Richards como Alice
- Aharon Ipalé como Major David Grut
- Mariclare Costello como Gabrielle Krieger